# Matthias Bachinger
Matthias Bachinger (Munique, 2 de abril de 1987) é um tenista profissional alemão. Em 2011, conseguiu pela primeira vez se tornar um dos 100 melhores do mundo pela ATP, em abril.

## ATP career

### Duplas: 1 (0–1)
| Legenda                           |
| --------------------------------- |
| Grand Slam (0–0)                  |
| ATP World Tour Finals (0–0)       |
| ATP World Tour Masters 1000 (0–0) |
| ATP World Tour 500 Series (0–0)   |
| ATP World Tour 250 Series (0–1)   |

| Finais por Piso |
| --------------- |
| Duro (0–1)      |
| Saibro (0–0)    |
| Grama (0–0)     |
| Carpete (0–0)   |

| Posição | N. | Data          | Torneio                                    | Piso | Parceiro    | Oponentes                         | Placar           |
| ------- | -- | ------------- | ------------------------------------------ | ---- | ----------- | --------------------------------- | ---------------- |
| Vice    | 1. | 24 Julho 2011 | Atlanta Tennis Championships, Atlanta, EUA | Duro | Frank Moser | Alex Bogomolov, Jr. Matthew Ebden | 6–3, 5–7, [8–10] |

## Challenger: 18 (7–11)

### Simples: 11 (3–8)
| Legenda           |
| ----------------- |
| Challengers (3–8) |

| Posição | N. | Data                   | Torneio                   | Piso       | Oponente               | Placar              |
| ------- | -- | ---------------------- | ------------------------- | ---------- | ---------------------- | ------------------- |
| Campeão | 1. | 4 Novembro 2007        | Louisville, EUA           | Duro (i)   | Donald Young           | 0–6, 7–5, 6–3       |
| Vice    | 1. | 9 de Março de 2008     | Kyoto, Japão              | Carpet (i) | Go Soeda               | 6–7(0–7), 6–2, 4–6  |
| Vice    | 2. | 31 de Agosto de 2008   | Freudenstadt,Alemanha     | Saibro     | Simon Greul            | 3–6, 4–6            |
| Campeão | 2. | 14 de Novembro de 2010 | Loughborough, Reino Unido | Duro (i)   | Frederik Nielsen       | 6–3, 3–6, 6–1       |
| Vice    | 3. | 27 de Março de 2011    | Pingguo, China            | Duro       | Go Soeda               | 4–6, 5–7            |
| Campeão | 3. | 17 de Abril de 2011    | Atenas, Grécia            | Duro       | Dmitry Tursunov        | W/O                 |
| Vice    | 4. | 5 de Junho de 2011     | Nottingham, Reino Unido   | Grama      | Gilles Müller          | 6–7(4–7), 2–6       |
| Vice    | 5. | 17 de Julho de 2011    | Granby, Canadá            | Duro       | Édouard Roger-Vasselin | 6–7(9–11), 6–4, 1–6 |
| Vice    | 6. | 27 de Novembro de 2011 | Helsinki, Finlândia       | Duro       | Daniel Brands          | 6–7(2–7), 6–7(5–7)  |
| Vice    | 7. | 4 de Novembro de 2011  | Genebra, Suiça            | Saibro     | Marc Gicquel           | 6–3, 3–6, 4–6       |
| Vice    | 8. | 9 de Novembro de 2014  | Ortisei, Itália           | Duro (i)   | Andreas Seppi          | 4–6, 3–6            |